# Iñaki Sáenz
Iñaki Sáenz Arenzana, noto semplicemente come Iñaki (Logroño, 29 aprile 1988), è un calciatore spagnolo, difensore dell'UD Logroñés.

## Caratteristiche tecniche
È un terzino sinistro.

## Palmarès

### Club
- Segunda División: 1

Alavés: 2015-2016